# 阿尔宾 (怀俄明州)
阿尔宾（英語：Albin），是美国怀俄明州拉勒米县（Laramie）下属的一座城市。该市的人口在2000年为120人，2010年有181，2011年则估计有183人。